# Ximo Navarro Armero
Ximo Navarro Armero (Valencia, España, 12 de septiembre de 1988) es un jugador profesional de fútbol. Su posición en el terreno de juego es la de lateral derecho. Su actual equipo es la UDB ALFAFAR

## Biografía
Comenzó a jugar en el Benimar CF, desde donde pasó a los filiales del Valencia CF, que lo contrató para jugar en categorías juveniles donde fue creciendo hasta hacerse nombre. Su trabajo fue recompensado cuando pasados dos años Unai Emery confió en el y fue convocado para jugar con el primer equipo ante el Portugalete CF en la Copa del Rey (
En el mercado de 2009 fue cedido al Elche CF. Con poca participación volvió al Valencia CF Mestalla donde sube a Segunda División B. En el verano del 2011 rescinde su contrato con el para irse al FC Asteras Tripolis griego para jugar por 3 temporadas. Tras las cuales fichó por el Kalloni FC.
Tras una temporada en el Kalloni FC rescindió su contrato y fichó por el Levadiakos FC griego, club en el que se mantuvo media temporada, fichando por el A.O. Trikala de Football League (Greece), la segunda liga de fútbol más importante del país.
Tras cuajar un gran final de temporada, acaba contrato con el A.O. Trikala y ficha por el AE Larisa recién ascendido a la Superliga de Grecia.

## Clubes
| Club                        | País   | Año       |
| --------------------------- | ------ | --------- |
| Benimar CF                  | España | 2004      |
| Valencia CF Mestalla        | España | 2005–2007 |
| Valencia CF                 | España | 2008-2009 |
| Elche CF                    | España | 2009-2010 |
| Valencia CF Mestalla        | España | 2010-2011 |
| FC Asteras Tripolis         | Grecia | 2011-2014 |
| Kalloni FC                  | Grecia | 2014-2015 |
| Levadiakos FC               | Grecia | 2015-2016 |
| A.O. Trikala                | Grecia | 2016-2016 |
| AE Larisa                   | Grecia | 2016-2018 |
| C. F. Torre Levante Orriols | España | 2018-     |